# Marie-Louise Plante
Marie-Louise Plante (Quebec,10 de Março de 1725 — Quebec,14 de Junho de 1832) foi a primeira mulher a oucupar o cargo de pessoa mais velha de todos os tempos conhecida.